# Tomasz Dangel
Tomasz Stanisław Dangel (ur. 4 marca 1954 w Warszawie) – polski lekarz, doktor habilitowany nauk medycznych, działacz społeczny, twórca Fundacji Warszawskie Hospicjum dla Dzieci.

## Życiorys
W młodości działał w harcerstwie, był m.in. komendantem szczepu 208 WDHiZ (1975–1976).
W 1978 ukończył studia w Akademii Medycznej w Warszawie. Stopień naukowy doktora uzyskał w 1989 w Centrum Zdrowia Dziecka na podstawie rozprawy zatytułowanej Zastosowanie znieczulenia krzyżowego podczas cewnikowania serca i angiokardiografii u dzieci. Habilitował się w 2001 w Instytucie Matki i Dziecka w oparciu o pracę Domowa opieka paliatywna nad dziećmi w Polsce. Model, potrzeby, możliwości i ich ocena.
Od końca lat 70. związany z opozycją demokratyczną. Był współpracownikiem Komitetu Obrony Robotników. W 1980 zorganizował Komisję Zakładową „Solidarności” w CZD. Po wprowadzeniu stanu wojennego organizował podziemne struktury związku, później działał w opozycyjnych Organizacji Niepodległość i Liberalno-Demokratycznej Partii Niepodległość (jako przewodniczący oddziału warszawskiego). W ramach niejawnego Międzyzakładowego Komitetu Koordynacyjnego współtworzył sieć dystrybucji wydawnictw drugiego obiegu w CZD, był redaktorem naczelnym pisma LDPN „Orientacja na Prawo”.
Od 1979 do 1993 zawodowo pracował w Centrum Zdrowia Dziecka w Warszawie. W 1988 wyjechał jako ochotnik do Armenii po trzęsieniu ziemi. Jako lekarz specjalizował się w zakresie anestezjologii i medycyny paliatywnej. Kierował Zakładem Opieki Paliatywnej w Instytucie Matki i Dziecka. W 1994 założył pierwsze hospicjum pediatryczne, tj. Warszawskie Hospicjum dla Dzieci, w którym podjął pracę. W 2006 wszedł w skład Komitetu Doradczego Etyki Klinicznej w Centrum Zdrowia Dziecka, będącego pierwszym tego rodzaju komitetem w Polsce.

## Odznaczenia i wyróżnienia
W 2009, za wybitne zasługi w działalności na rzecz przemian demokratycznych w Polsce, za osiągnięcia w podejmowanej z pożytkiem dla kraju pracy zawodowej i społecznej, został odznaczony Krzyżem Oficerskim Orderu Odrodzenia Polski. Wyróżniony także m.in. Krzyżem Wolności i Solidarności (2023), Złotym Medalem Alberta Schweitzera (2003), Orderem Ecce Homo (2005), nagrodami przyznawanymi przez organizacje pozarządowe.

## Życie prywatne
Tomasz Dangel jest synem Jana Dangla i Teresy z domu Druckiej-Lubeckiej, córki Konstantego Druckiego-Lubeckiego. Jest mężem lekarki Joanny Szymkiewicz-Dangel i bratem Pawła Dangla.